# Holger Granström
Holger Granström (* 25. Dezember 1917 in Ruokolahti; ⚔ 22. Juli 1941 in Espoo) war ein finnischer Eishockey-, Bandy- und Fußballspieler. Er wurde mit dem Kronohagens IF Helsinki zweimal finnischer Eishockeymeister und nahm an der Eishockey-Weltmeisterschaft 1939 teil. Auch im Fußball spielte er in der finnischen Nationalmannschaft.

## Karriere
Holger Granström gab 1935 sein Debüt bei Kronohagens IF Helsinki in der SM-sarja. Mit dem Klub wurde er 1939 und 1941 finnischer Eishockeymeister. In beiden Spielzeiten wurde er auch Torschützenkönig der finnischen Liga. Parallel spielte er für den Klub auch in der Mestaruussarja, der höchsten finnischen Fußballliga, sowie vereinzelt auch im Bandyteam. 1985 wurde er bei deren Gründung postum in die Finnische Eishockey-Ruhmeshalle aufgenommen.

### International
Mit der finnischen Eishockeynationalmannschaft nahm Granström an der Weltmeisterschaft 1939 in Basel teil. Insgesamt spielte er zwölf Mal für die Nationalmannschaft. Genauso oft spielte er für die finnische Fußballnationalmannschaft.

## Tod
Granström war Unteroffizier der finnischen Armee und diente in der 1. Küstenbrigade. Er nahm am Fortsetzungskrieg teil und fiel im Juli 1941 in Espoo.

## Erfolge und Auszeichnungen
- 1939 Finnischer Eishockeymeister mit dem Kronohagens IF Helsinki
- 1939 Torschützenkönig der SM-sarja
- 1941 Finnischer Eishockeymeister mit dem Kronohagens IF Helsinki
- 1941 Torschützenkönig der SM-sarja
- 1985 Aufnahme in die Finnische Eishockey-Ruhmeshalle